# Aphareus furca
Aphareus furca là một loài cá biển thuộc chi Aphareus trong họ Cá hồng. Loài cá này được mô tả lần đầu tiên vào năm 1801.

## Từ nguyên
Danh từ định danh furca trong tiếng Latinh có nghĩa là “cái nĩa”, hàm ý đề cập đến vây đuôi xẻ sâu của loài cá này.

## Phân bố và môi trường sống
A. furca có phân bố rộng rãi trên vùng Ấn Độ Dương - Thái Bình Dương, từ Biển Đỏ dọc theo Đông Phi trải dài về phía đông đến quần đảo Hawaii và quần đảo Pitcairn, ngược lên phía bắc đến Nam Nhật Bản, giới hạn phía nam đến Úc, Nouvelle-Calédonie và Tonga; xa hơn đến rìa Đông Thái Bình Dương là đảo Cocos. Loài này cũng xuất hiện tại vùng biển Việt Nam, bao gồm quần đảo Hoàng Sa và quần đảo Trường Sa.
A. furca sống gần các rạn san hô gần bờ và trong vùng nước trong của đầm phá, độ sâu đến ít nhất là 122 m, nhưng cũng có thể lên đến 302 m.

## Mô tả
Chiều dài cơ thể lớn nhất được ghi nhận ở A. furca là 70 cm, nhưng thường bắt gặp với kích thước khoảng 25 cm.
Loài này có kiểu hình đa dạng. Đầu và thân có thể là màu xanh lam óng, vây lưng và vây hậu môn màu vàng, còn các vây khác có màu trắng, vàng đến xám đậm. Nhiều cá thể có lưng và thân trên màu nâu tía, hai bên thân màu xanh xám, đầu và thân dưới ánh bạc, rìa nắp mang có viền đen, các vây màu trắng đến vàng nâu. Vài cá thể còn được ghi nhận là có màu vàng tươi trên đầu, có thể đây là những con đực đang trong mùa giao phối.
Số gai ở vây lưng: 10; Số tia vây ở vây lưng: 10–12; Số gai ở vây hậu môn: 3; Số tia vây ở vây hậu môn: 8; Số tia vây ở vây ngực: 15–16; Số vảy đường bên: 71–74.

## Sinh thái
Thức ăn chủ yếu của A. furca là cá nhỏ, nhưng cũng ăn cả động vật giáp xác. Chúng sống đơn độc hoặc hợp thành những nhóm nhỏ, có tính tò mò và dễ tiếp cận.

## Thương mại
A. furca thường được bán tươi sống ở các chợ cá. A. furca cũng là một loài cá câu thể thao quan trọng ở Đông Phi. Sự suy giảm quần thể cục bộ đối với loài này đã được phát hiện ở Fiji và Philippines.